# Parijs-Roubaix 1976
De 74e editie van Parijs-Roubaix werd verreden op 11 april 1976. De Belg Marc Demeyer won de 270 kilometer lange klassieker. De wedstrijd werd verreden in droge omstandigheden op een parcours met veel stof.
Over deze editie is een film uitgebracht door Deense documentaire makers genaamd "A Sunday in Hell"

## Uitslag
| rang | renner                   | land      | tijd      |
| ---- | ------------------------ | --------- | --------- |
| 1    | Marc Demeyer             | België    | 6u 52'04" |
| 2    | Francesco Moser          | Italië    | z.t       |
| 3    | Roger De Vlaeminck       | België    | z.t       |
| 4    | Hennie Kuiper            | Nederland | z.t.      |
| 5    | Walter Godefroot         | België    | op 1'36"  |
| 6    | Eddy Merckx              | België    | z.t.      |
| 7    | Jan Raas                 | Nederland | z.t.      |
| 8    | Jean-Pierre Danguillaume | Frankrijk | z.t.      |
| 9    | Willy Teirlinck          | België    | op 1'45"  |
| 10   | Frans Verbeeck           | België    | z.t.      |

1896 · 
1897 · 
1898 · 
1899 · 
1900 · 
1901 · 
1902 · 
1903 · 
1904 · 
1905 · 
1906 · 
1907 · 
1908 · 
1909 · 
1910 · 
1911 · 
1912 · 
1913 · 
1914 · 
1915 · 
1916 · 
1917 · 
1918 · 
1919 · 
1920 · 
1921 · 
1922 · 
1923 · 
1924 · 
1925 · 
1926 · 
1927 · 
1928 · 
1929 · 
1930 · 
1931 · 
1932 · 
1933 · 
1934 · 
1935 · 
1936 · 
1937 · 
1938 · 
1939 · 
1940 · 
1941 · 
1942 · 
1943 · 
1944 · 
1945 · 
1946 · 
1947 · 
1948 · 
1949 · 
1950 · 
1951 · 
1952 · 
1953 · 
1954 · 
1955 · 
1956 · 
1957 · 
1958 · 
1959 · 
1960 · 
1961 · 
1962 · 
1963 · 
1964 · 
1965 · 
1966 · 
1967 · 
1968 · 
1969 · 
1970 · 
1971 · 
1972 · 
1973 · 
1974 · 
1975 · 
1976 · 
1977 · 
1978 · 
1979 · 
1980 · 
1981 · 
1982 · 
1983 · 
1984 · 
1985 · 
1986 · 
1987 · 
1988 · 
1989 · 
1990 · 
1991 · 
1992 · 
1993 · 
1994 · 
1995 · 
1996 · 
1997 · 
1998 · 
1999 · 
2000 · 
2001 · 
2002 · 
2003 · 
2004 · 
2005 · 
2006 · 
2007 · 
2008 · 
2009 · 
2010 · 
2011 ·
2012 · 
2013 ·
2014 ·
2015 ·
2016 ·
2017 ·
2018 ·
2019 ·
2020 · 
2021 · 
2022 · 
2023 · 
2024 · 
2025